# Lindis Conservation Area
Das Lindis Conservation Area ist ein unter Naturschutz stehendes Gebiet in der Region Canterbury auf der Südinsel von Neuseeland. Das Gebiet untersteht dem Department of Conservation.

## Geographie
Das Lindis Conservation Area befindet sich rund 25 km östlich des Lake Hāwea und nordwestlich der Dunstan Range, auf einer Höhe zwischen 820 m und 1664 m. Die höchste Erhebung stellt hier der Dromedary Hill dar. Das Conservation Area grenzt im Süden an das Lindis Pass Scenic Reserve, das sich von der Nordflanke des 1323 m hohen Double Peak über den auf ca. 960 m liegenden Lindis Pass über insgesamt rund 2 km nach Norden erstreckt.
Das Lindis Conservation Area weist in seiner nördlichen Ausrichtung vom Lindis Pass Scenic Reserve ausgehend eine maximale Länge von 12,5 km auf und misst an seiner breitesten Stelle rund 4,8 km in Ost-West-Richtung.
Der New Zealand State Highway 8 durchquert von Westen kommend über den Lindis Pass das Schutzgebiet des Lindis Pass Scenic Reserve und tangiert das Lindis Conservation Area an seiner südlichsten Spitze und über knapp 2 km an seiner südöstlichsten Seite, um dann nach Nordosten abzuschwenken. Von dem State Highway aus führen einige Wanderwege in das Gebiet des Lindis Conservation Area. Die bedeutendsten Wege sind hierbei der Melina Ridge Track, der das Gebiet im Süden tangiert und der Pavilion Peak Track, der einen Teil des nördlichen Bereichs des Schutzgebietes durchquert.